# 프로팔라이오테리움
프로팔라이오테리움(Propalaeotherium)은 신생대 에오세 중기 유럽에서 살던 원시 기제류 포유류이며, 속명은 '이전의 오래된 짐승' 이라는 뜻이다. 과거 비슷한 모습으로 복원되던 기제류 발굽동물의 일종인 팔라이오테리움과에 속한다.

## 화석
화석은 독일 작센안할트 주와 라인란트팔츠 주, 스위스의 졸로투른 주, 그리고 프랑스와 영국 등 유럽 각지에서 발견되었고 다양한 종을 거느리고 있다. 특히 독일 헤센 주 프랑크푸르트 암 마인 근처의 메셀 핏(Messel Pit)에서 발견된 화석들은 화석의 보존 상태가 매우 좋아서 털의 흔적은 물론 열매가 위에서 소화되던 도중에 화석화된 사례가 보고된 적이 있다.

## 특징
크기도 개체마다 다르다. 작은 개체는 어께 높이가 30cm 가량에 불과하지만, 큰 개체의 경우 최대 90cm에 달하는 종도 있다. 몸무게는 30~35kg 정도로 비슷한 시기에 살았던 다른 종들과 비슷했다.
말의 직계 조상은 아니지만 말과 매우 유사하고 가까운 기제류 중 가장 먼저 등장한 동물들 가운데 하나로, 짧은 목과 등이 둥글게 곡선을 그리는 몸을 하고 있었으며 다른 원시적 말들처럼 앞발에 4개, 뒷발에 3개씩의 발가락을 가자 발을 가지고 있었다. 이러한 체형과 발굽은 이 녀석의 주요 서식지였던 울창한 숲 속의 축축한 땅 위에서도 민첩하게 움직일 수 있도록 도와줬을 것으로 추정된다. 길이 22cm 가량의 두개골은 코뼈가 두개골 전체의 절반 가량을 차지하지만 비강 부분을 구성하는 만입부의 비중은 비교적 짧다는 점이 주목되고, 이마선이 직선 형태를 그린다는 점에서도 말과의 공통점이 발견된다.